# Phytocoris falcatus
Phytocoris falcatus är en insektsart som beskrevs av Stonedahl 1995. Phytocoris falcatus ingår i släktet Phytocoris och familjen ängsskinnbaggar. Inga underarter finns listade i Catalogue of Life.